# Геологија Казахстана
Геологија Казахстана обухвата обимне подрумске стене из прекамбријума и широко распрострањене палеозоичке стене, као и седименте формиране у рифтовим басенима током мезозоика.

## Геолошка историја, стратиграфија и тектоника
Архаичке стене групе Зеренда, укључујући шист, гнајс са дијамантима, еклогит и мермер налазе се у масиву Кокчетав у Казахстанској висоравни. Међутим, геолози се не слажу око датирања са неким датумима који указују на средњи камбријум или архаик до палеопротерозоика. Ране протерозоичке стене су боље дефинисане и укључују филит, шист, кварцит, порфироиде, порфиритоиде, мермер и јаспелит, уметнуте 1,8 милијарду година стар гранитни гнајс и 1,7 милијарду година стар граносијенит. Палеопротерозоичка секвенца је дебела 14 километара. У планини Јелтау подрум је сачињен од гнајса, шкриљаца, мермера, амфиболита и еклогита. У области Мугоџара налазе се мигматизовани гнајс, амфиболит и кварцит. Прекамбријске стене се не налазе у Алтајским планинама, иако су присутне тамо где се распон протеже у Русију и Кину.
Већи део источне Европе и централне Азије има рифејске стене из протерозоика. Кластичне седиментне стене које су можда настале рифтингом налазе се на Јужном Уралу, метаморфизоване у степен зелених шкриљаца, са амфиболитима у линеарним наборима. Доломитски кречњаци са фосилима строматалита и кварцитима налазе се у Казахстанској висоравни. Метаморфизам и гранитизација ниског степена одвијали су се од пре 1.2 милијарду до милијарду година. Сви прекамбријски масиви садрже горњорифејски кварцит и кварцни пешчар, датирани детритралним цирконом до пре 850 милиона година.
Рифејске и едијакаријумске наслаге заузимају западне и југозападне делове Казахстанске висоравни. У Улутауу, алкални гранитоиди су упали у вулканске стене пре око 650 милиона година. Доњевендске стене су дебеле око 1,5 километара, укључујући сиве кластичне стене, кисели туф и токове алкалног базалта.

### Палеозоик
Камбријум преко ордовицијумских стена из палеозоика налазе се у свим орогеним појасевима Казахстана. Танак низ, дебљине 200 до 400 метара, прекрива вендске стене у Казахстанској висоравни, укључујући угљене шкриљце, дубоководне шкриљце, кречњаке, фосфате и наслаге барита. Рани ордовицијум уступа место 200 метара шкриљаца и рожнача, затим флиша дебљине до 3,5 километара и још једног дебелог низа андезита, базалта и крупних кластика. У висовима нема силурских стена.
У окрузима Чу-Кунгеј, Тенгиз, Жарма-Саур и другим окрузима, вулканске стене острвског лука као што су туф, кластици и гребенски кречњак су дебеле и до седам километара.
У Севернокаспијској депресији, само каснопалеозоичке стене излазе на површину. Чести су дубоки род и карбонати, са наслагама дебљине до 25 километара. Перм дебљине и до пет километара је формирао куполе, које се задиру увис у мезозоичке и палеогенске стене. Карбонски дубоководни кречњак формира флиш од четири километра у Цис-Уралском предњем басену у региону Јужног Урала, који такође укључује олистрозоме и пермску морску меласу која садржи сол.
Стене средњег камбријума у Казахстанској висоравни имају угаону неусаглашеност са старијим стенама јер су биле набијене на магматски лук у девону северозападно од Карагандског предњег басена. У оквиру предњег басена, таложење кречњака је прешло у меласу која садржи угаљ.
Мале синклинале у предњем басену Караганде показују дубоководни кречњак и шкриљац дебљине 450 метара од карбона и перма, као и 4,5 километара дебелу меласу која садржи угаљ. У басену Тенгиз, наслаге никада нису дебље од два километра и постају све дебље на југу. Чуски басен је испуњен недеформисаним наслагама средњег девона преко перма црвене меласе и карбоната. Калц-алкални магматизам био је опсежан у југоисточном Казахстанском висоравни и планинама Тјен Шан. Геолози су препознали ове стене кроз магнетне аномалије, бушотине и повремене изданке. Вулканске стене обухватају туф, охлађену лаву и трахиандезит и риолит игнимбрит дебљине до пет километара.

### Мезозоик-кенозоик (пре 251 милион година-данас)
Рифтовање унутар плоча је почело у тријасу, формирајући масивне седиментне басене између палеозојских висоравни. Севернокаспијска депресија испуњена теригеним стенама и плитким карбонатима на ивици океана Тетис, слично Западно-сибирском басену који постаје дебљи близу центра. Базен Чу, Тургај, Туран и Кизилкум садржи теригене седименте плитке воде са песком, глином и угљем и наслаге соли дебљине два километра од средње јуре, до три километра од креде и један километар од кенозоика.
Тријас је био период ерозије у Казахстанској висоравни, а басени Зајсан, Алакол, Балхаш и Тенгиз су сви мали и испуњени касним тријасом кроз јурске језерске наслаге. Наслаге креде и палеогена углавном недостају, праћене 100 метара дебеле секвенце неогених и квартарних алувијалних лепезастих седимената који садрже гипс.

## Геолошка истраживања
Геолошка истраживања у Казахстану су почела у 18. веку због растућег руског утицаја дуж реке Об, Оренбурга до Мугодзара и Петропавловска до казахстанске степе. Руска академија наука послала је неке ране експедиције, као што је Паласова азијска експедиција 1771. године. Током 1800-их руске рударске групе истраживале су Киргизску степу северно од планина Тјен Шан и изградња Транссибирске железнице је подстакла даље проучавање. Руски геолошки комитет покренуо је напоре за мапирање региона 1925. године, након што су страни извори о геологији Централне Азије нестали након руске револуције. Још почетком 1990-их, геолози у Казахстану су били подељени између тектонике плоча и другачијег скупа мобилистичких теорија сличнијих старом геосинклиналном моделу.

## Геологија природних ресурса
Севернокаспијска депресија садржи нафту и природни гас, заједно са басеном Чу, где су повезани са сланим дијапирима, типично у слојевима пешчара и глине из периода креде, палеогена, јуре и тријаса. Казахстан има богата лежишта угља са 300 већих лежишта и 170,2 милијарди тона резерви. Коксни угаљ се првенствено вади из Карагандског басена. Депресије Тургај, Балхаш и Мајкубен садрже мале наслаге мезозојског угља. Земља има око осам милијарди тона гвожђа, никла, кобалта и до 300 налазишта волфрама. Остали основни метали укључују алуминијум из боксита у депресији Тургај и планинама Мугоџар, ванадијум, пегматит или илменит-циркон који садржи титанијум, хром у офиолитима на Јужном Уралу, злато у шкриљцима и магматским луковима, као и ретке елементе земље, олово, цинк, бакар и молибден.